# Jovine Livade
Jovine Livade (cyr. Јовине Ливаде) – wieś w Serbii, w okręgu toplickim, w mieście Prokuplje. W 2011 roku liczyła 16 mieszkańców.